# الدوري السلوفيني لكرة القدم 1950–51
الدوري السلوفيني لكرة القدم 1950–51 هو موسم من الدوري السلوفيني لكرة القدم ‏. فاز فيه تريغلاف كران ‏.